# Герра, Мануэль
Мануэль Герра Перес (исп. Manuel Guerra Pérez; 18 июля 1928, Лас-Пальмас — 7 октября 2020) — испанский пловец. Участник летних Олимпийских игр 1948 года.

## Биография
Мануэль Герра родился 18 июля 1928 года в испанском городе Лас-Пальмас-де-Гран-Канария.
Выступал в соревнованиях по плаванию за «Метрополе» из Лас-Пальмас-де-Гран Канарии. Тридцать раз становился чемпионом Испании, завоевав первый титул в 14-летнем возрасте. Был первым испанцем, проплывшим 100 метров вольным стилем быстрее, чем за минуту.
В 1948 году вошёл в состав сборной Испании на летних Олимпийских играх в Лондоне. На дистанции 100 метров вольным стилем занял 4-е место в четвертьфинале, показав результат 1 минута 0,7 секунды и уступив 0,9 секунды попавшему в полуфинал с 3-го места Золтану Силарду из Венгрии. На дистанции 100 метров на спине занял в четвертьфинале 6-е место с результатом 1.14,8, уступив 4,8 секунды попавшему в полуфинал с 3-го места Паулу Силве из Бразилии. В эстафете 4х200 метров вольным стилем сборная Испании, за которую также выступали Хесус Домингес, Исидоро Мартинес-Вела и Исидоро Перес, заняла 5-е место в полуфинале с результатом 9.28,3 и уступив 8,4 секунды попавшей в финал с 4-го места команде Бразилии. 
В 1955 году завоевал бронзовую медаль Средиземноморских игр в Барселоне в эстафете 4х200 метров вольным стилем.
Умер 7 октября 2020 года.